# Архиепархия Тегусигальпы

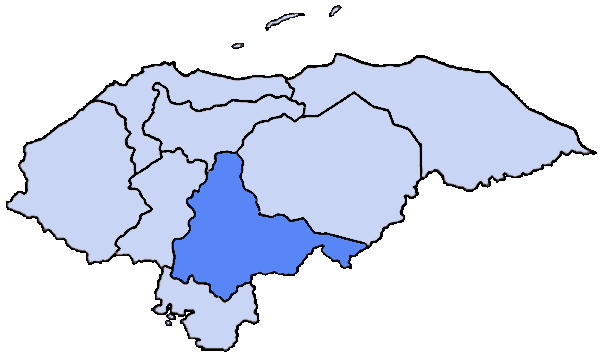
Карта архиепархии Тегусигальпы

Архиепархия Тегусигальпы (лат. Archidioecesis Tegucigalpensis) — архиепархия Римско-Католической церкви с центром в городе Тегусигальпа, Гондурас. В митрополию Тегусигальпы входят епархии Йоро, Комаягуа, Ла-Сейбы, Сан-Педро-Сулы, Санта-Роса-де-Копана, Трухильо, Хутикальпы, Чолутеки. Кафедральным собором архиепархии Тегусигальпы является церковь святого Архангела Михаила.

## История
В 1527 году Римский папа Климент VII учредил епархию Гондураса, которая распространяла свою юрисдикцию на всю территорию современной страны. В этот же день епархия Гондураса вошла в митрополию Севильи.
5 сентября 1531 года кафедра епархии была размещена в городе Трухильо и епархия Гондураса была переименована в епархию Трухильо.
12 февраля 1546 года епархия Трухильо вошла в митрополию Санто-Доминго.
В 1561 году кафедра была перенесена в город Комаягуа и епархия Трухильо была переименована в епархию Комаягуа.
16 декабря 1743 года Римский папа Бенедикт XIV издал буллу «Ad supremum catholicae», которой присоединил епархию Камаягуа в митрополию Гватемалы.
2 февраля 1916 года епархия Камаягуа передала часть своей территории для возведения новым апостольским викариатам Сан-Педро-Сулы (сегодня — Епархия Сан-Педро-Сулы) и Санта-Роса-де-Копана (сегодня — Епархия Санта-Роса-де-Копана). В этот же день епархия Камаягуа была преобразована в архиепархию Тегусигальпы с центром в городе Тегусигальпа.
6 марта 1949 года, 13 марта 1963 года, 8 сентября 1964 года и 19 сентября 2005 года архиепархия Тегусигальпы передала часть своей территории для возведения новых территориальной прелатуры Непорочного Зачатия Пресвятой Девы Марии (сегодня — Епархия Хутикальпы), епархии Комаягуа, территориальной прелатуры Чолутеки (сегодня — Епархия Чолутеки) и епархии Йоро.

## Ординарии архиепархии
- епископ Alfonso de Talavera O.S.H.[1] (.09.1531 — 1540);
- епископ Cristóbal de Pedraza (13.09.1539 — 1553);
- епископ Jerónimo de Covella (Corella) O.S.H. (12.06.1556 — 31.07.1757);
- епископ Alfonso de la Cerda O.P. (13.01.1578 — 6.11.1587) — назначен архиепископом Ла-Плата-о-Чаркас;
- епископ Gaspar de Andrada (Anorada) O.F.M. (16.11.1587 — 1612);
- епископ Alfonso del Galdo O.P. (22.10.1612 — 1629);
- епископ Luis de Cañizares O.M. (1629 — 24.07.1645);
- епископ Juan Merlo de la Fuente (30.05.1650 — 1654);
- епископ Martín de Espinosa Monzon (12.09.1672 — 1676);
- епископ Alonso Vargas y Barca O.S.A. (22.11.1677 — 1697);
- епископ Pedro de los Reyes Ríos de la Madrid O.S.B. (11.04.1699 — 11.03.1700) — назначен епископом Юкатана;
- епископ Juan Pérez Carpintero O.Praem. (3.01.1701- 12.05.1724);
- епископ Antonio Guadalupe López Portillo O.F.M. (19.11.1725 — 6.01.1742);
- епископ Francisco de Molina O.S.Bas. (11.05.1743 — 1749);
- епископ Diego Rodríguez de Rivas y Velasco (16.11.1750 — 29.03.1762) — назначен епископом Гвадалахары;
- епископ Isidro Rodríguez Lorenzo O.S.Bas. (17.12.1764 — 14.12.1767) — назначен архиепископом Санто-Доминго;
- епископ Antonio Macarulla Minguilla de Aguilain (14.12.1767 — 14.12.1772) — назначен епископом Дуранго;
- епископ Francisco José Palencia (15.03.1773 — ноябрь 1775);
- епископ Francisco Antonio de San Miguel Iglesia Cajiga O.S.H. (17.02.1777 — 15.12.1783) — назначен епископом Мичоакана;
- епископ José Antonio de Isabela (27.06.1785 — декабрь 1785);
- епископ Fernando Cardiñanos O.F.M. (10.03.1788 — июль 1794);
- епископ Vicente Navas O.P. (1.06.1795 — 1809);
- епископ Francisco de Paula Campo y Pérez (25.01.1844 — 1853);
- епископ Juan Félix de Jesús Zepeda O.F.M. (22.07.1861 — 20.04.1885);
- епископ Manuel Francisco Vélez (23.05.1887 — 26.03.1901);
- архиепископ Jaime-María Martínez y Cabanas (30.01.1902 — 11.08.1921);
- архиепископ Agustín Hombach C.M. (3.02.1923 — 17.10.1933);
- архиепископ José de la Cruz Turcios y Barahona S.D.B. (8.12.1947 — 18.05.1962);
- архиепископ Héctor Enrique Santos Hernández S.D.B. (18.05.1962 — 8.01.1993);
- кардинал Оскар Андрес Родригес Марадьяга S.D.B. (8.01.1993 — 26.01.2023);
- архиепископ Хосе Висенте Начер Татай (26.01.2023 — по настоящее время).

## Источник
- Annuario Pontificio, Libreria Editrice Vaticana, Città del Vaticano, 2003, ISBN 88-209-7422-3
- Булла Ad supremum catholicae, Raffaele de Martinis, Iuris pontificii de propaganda fide. Pars prima, Tomo III, Romae 1890, стр. 122  (лат.)